# Селезеново
Селезеново — село в Спасском районе Рязанской области, входит в состав Михальского сельского поселения.

## География
Село расположено в 6 км на юг от центра поселения села Михали и в 7 км на северо-восток от райцентра города Спасск-Рязанский.

## История
Селезенево в качестве сельца упоминается в писцовых книгах 1629-30 годов. В окладных книгах 1676 оно значится уже селом с церковью Рождества Господа Бога и Спаса нашего Иисуса Христа. В 1781 году помещиком подпоручиком Алексеем Даниловичем Шиловским подано прошение построить новую церковь того же храмонаименования. В 1883 году вокруг церкви на доброхотные пожертвования устроена была ограда. 
В XIX — начале XX века село входило в состав Гавриловской волости Спасского уезда Рязанской губернии. В 1906 году в деревне был 61 двор.
С 1929 года село входило в состав Гавриловского сельсовета Спасского района Рязанского округа Московской области, с 1937 года — в составе Рязанской области, с 1963 года — в составе Желобово-Слободского сельсовета, с 2005 года — в составе Михальского сельского поселения.

## Население
| 1859 | 1906 | 2010 |
| ---- | ---- | ---- |
| 349  | ↗516 | ↘28  |